# Gare de Montpellier-Saint-Roch
Pour les articles homonymes, voir Gare Saint-Roch.
Ne doit pas être confondu avec Gare de Montpellier-Sud-de-France.
La gare de Montpellier-Saint-Roch est une gare ferroviaire française située sur le territoire de la commune de Montpellier, dans le département de l'Hérault, en région Occitanie. Elle est desservie par des trains de la Société nationale des chemins de fer français (SNCF).
Jusque dans les années 2000, elle était appelée gare de Montpellier ou gare PLM (de la compagnie des chemins de fer de Paris à Lyon et à la Méditerranée). Vers 2003, Georges Frêche a commencé à utiliser le terme de Gare Saint-Roch dans les institutions qu'il dirigeait : mairie de Montpellier, communauté d'agglomération de Montpellier et réseau de transports publics TAM. Devenu président de la région Languedoc-Roussillon en 2004, il a pu faire modifier le nom officiel de la gare le 31 mars 2005. Le nom rappelle saint Roch, natif de la ville au XIVe siècle, le quartier du centre-ville situé autour de l'église Saint Roch, et l'opération immobilière Nouveau Saint-Roch sur les terrains de l'ancienne gare de marchandises.
Depuis les années 2000, elle occupe un point central dans la politique urbaine de la ville de Montpellier :
- l'emprise dédiée aux transports non-urbains a été fortement diminuée avec l'abandon de la gare de marchandises, de la gare multimodale (transfert de conteneurs), et de la gare routière (autobus périurbains, navette aéroport, cars interurbains et internationaux) à l'exception des autocars TER vers Millau ;
- les terrains retirés aux activités de transport ont été dédiés à l'opération immobilière ZAC Nouveau Saint-Roch de la mairie de Montpellier, qui doit comporter des immeubles de bureaux, de logements et de commerces ;
- la gare Saint-Roch constitue une plate-forme de correspondance car elle est desservie par les 4 lignes de tramway de Montpellier et par plusieurs lignes de bus. Les autocars périurbains, interurbains et vers l'aéroport sont quant à eux déportés en divers points du réseau de tramway, et les autocars internationaux à la station Sabines sur la ligne 2 du tramway.

## Situation ferroviaire
Établie à 27 mètres d'altitude, la gare de Montpellier-Saint-Roch est située au point kilométrique (PK) 76,959 de la ligne de Tarascon à Sète-Ville, entre les gares ouvertes de Saint-Aunès (s'intercalent celle fermée des Mazes - Le Crès et celle détruite de Castelnau-le-Lez) et de Villeneuve-lès-Maguelone (s'intercale le garage de Montpellier-les-Prés-d'Arènes — utilisé par les rames voyageurs, notamment les TGV —). Gare de bifurcation, elle se trouve au PK 519,296 de la ligne de Paulhan à Montpellier (non exploitée), après la gare fermée de Saint-Jean-de-Védas.

## Histoire

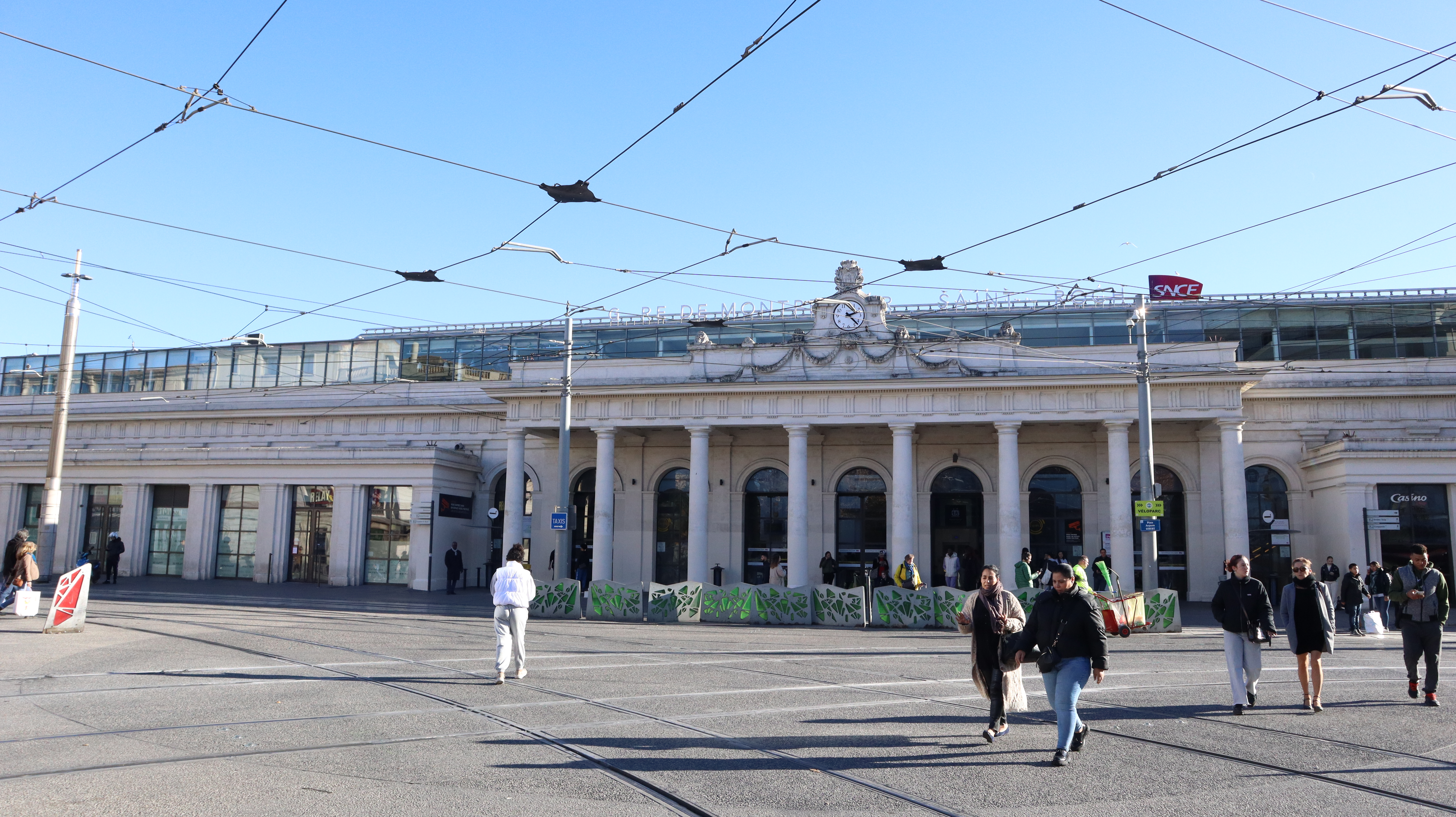
Photo de la façade historique de la gare Saint Roch de Montpellier, de style néo-classique, place Auguste-Gilbert.

### La première gare: la ligne de Sète
Dans les années 1830, après l'échec de la compagnie initiée par Garnier, puis celle de Mellet et Henry, la concession de la ligne de Montpellier à Sète, accordée le 9 juillet 1836, échoit finalement, en 1837, à un groupe de financiers parisiens dirigé par le baron de Mecklembourg et auquel est associé le constructeur anglais Thomas Brunton. La Société anonyme du chemin de fer de Montpellier à Cette est fondée en juin 1838 et les travaux sont menés d'octobre 1837 à janvier 1839. Le voyage permet de rallier le port en 50 minutes, au lieu de 3 heures.
La première gare de Montpellier est construite comme terminus de cette ligne et se situe au niveau de l'actuelle 28 de la rue du Grand-Saint-Jean, à environ 310 mètres à l'ouest de l'actuelle gare.
L'implantation de la gare développe le quartier du faubourg de la Saunerie, au sud de l'Écusson.

### La deuxième gare: la ligne de Nîmes
La ligne entre Montpellier et Nîmes est construite par l'État en vertu des dispositions de la loi du 15 juillet 1840. Les travaux de construction sont confiés à l'ingénieur des Ponts & Chaussées Charles Didion. L'exploitation de la ligne est adjugée, en application de la loi du 7 juillet 1844, à une compagnie fermière dénommée Compagnie d'exploitation du chemin de fer de Montpellier à Nîmes. Dans l'idée des promoteurs de la ligne, il s'agit d'ouvrir une nouvelle voie commerciale en Languedoc au réseau gardois réalisé entre le bassin houiller de La Grand-Combe, Nîmes et le port fluvial de Beaucaire, sur le Rhône.
Le site d’implantation de la gare à Montpellier devient l'enjeu d'une concurrence entre deux groupes différents de propriétaires de la ville : chacun veut la construction de la gare sur ses terrains pour profiter des constructions et de l'urbanisation qui va se faire autour de la nouvelle gare.
C'est la traversée de l'Esplanade qui va déterminer la position finale et actuelle de la gare. L'Esplanade et le Champ de Mars forment un vaste espace plat entre la vieille ville et la Citadelle occupée par un Régiment du génie militaire qui occupe également le vaste terrain du Polygone au sud-est de la ville. Pour conserver un tracé le plus rectiligne possible, Didion soutient une traversée en diagonale de l'Esplanade et une gare sur les terrains de monsieur Boussairolles, près de la place de la Comédie. Les militaires s'y opposent et veulent un passage en tranchée au pied de la Citadelle qui crée deux courbes marquées et force à installer la gare plus au sud, sur les terrains encore agricoles d'Henri René. Didion accepte ce second tracé à la condition que le projet d'urbanisation dans ce secteur soit ambitieux.
Les voyages inauguraux par les Conseils généraux du Gard et de l'Hérault ont lieu en mai et août 1844 pour une mise en service le 9 janvier 1845 : il faut une heure et demie pour aller de Montpellier à Nîmes.
Construite en 1844, la gare est dotée d'une façade de style néoclassique avec des colonnades grecques. La place de l'Embarcadère devant la gare reçoit un square en 1858, nommé square Planchon en 1910. Une marquise en fonte couvre les voies. Deux ponts sont construits sur ses côtés (pont de Sète au sud et pont de Lattes au nord) pour que le trafic des trains ne soit pas ralenti par la circulation routière.
Le Clos René, propriété d'Henri René, s'urbanise rapidement. Ce côté sud-est de la gare, jusqu'alors agricole, est désormais densément peuplé. En 1878, ce quartier, ancien enclos des Observants appartenant à l'ordre franciscain, est doté de l'église Saint-François (devenue ensuite église des Saints-François, agrandie en 1910, reconstruite fin XXe siècle, ses fondations ayant été abîmées par un ruisseau souterrain). Vers le nord-ouest, la rue de la République est percée entre 1843 et 1846 pour relier aux boulevards occidentaux de l'Écusson.

### Une seule gare voyageurs en 1852
En 1852, Paulin Talabot rachète la compagnie propriétaire du Montpellier-Cette, dans un contexte de concurrence avec la Compagnie des chemins de fer du Midi, concessionnaire de la ligne Bordeaux-Cette et qui projette, finalement en vain, une ligne Cette-Marseille par le littoral.
La même année, la gare voyageurs de la ligne de Sète est transférée dans la gare de la ligne de Nîmes. Les voies et les terrains de cette première gare deviennent un garage de locomotives, puis une gare de marchandises et colis dans les années 1950. Les emprises de ces installations ferroviaires survivront jusqu'à la deuxième moitié des années 2010 jusqu'à leur reconversion pour le programme immobilier Eden Roch.
En 1857, pendant le mandat municipal de Jules Pagézy, la gare est directement reliée à la place de la Comédie avec le percement du haut de la rue Maguelone.

### Évolution de la gare
À plusieurs reprises, la gare et sa façade subissent des travaux d'agrandissement pour suivre le développement du trafic voyageurs. Deux agrandissements ont lieu entre 1868 et 1871 et en 1905. Les premiers travaux ajoutent une horloge sur l'attique.
Pour améliorer les services, des travaux sont également menés. En 1924, les passages souterrains sont creusés pour accéder aux quais sans traverser les voies. Au début des années 1930, les ponts de Sète et de Lattes sont réaménagés et des aiguillages sont améliorés.
En novembre 1937, la marquise en fonte est démolie.

### Pendant la Seconde Guerre mondiale
Le 13 février 1941, le général Franco, de retour d'une rencontre avec Mussolini en Italie, s'arrête à la gare Saint-Roch où il est accueilli par l'amiral Darlan pour un déjeuner, puis une rencontre en tête à tête avec Pétain à l'hôtel de la Préfecture.
Le 5 juillet 1944, pendant la Seconde Guerre mondiale, les infrastructures ferroviaires de l'Hérault subissent un bombardement américain par la 15e USAAF. La gare et ses alentours sont bombardés, mais surtout à proximité la gare de triage des Prés-d'Arènes où se trouvent stationnés deux trains militaires allemands transportant soldats, munitions et essence : un de soldats allemands et un train de munitions et d'essence, qui se trouvent alors côte à côte. La gare et les voies ferrées y menant dans le département sont le théâtre de combats pendant la Libération, en août 1944, puisque les résistants veulent empêcher l'évacuation des soldats et du matériel de guerre allemands.

### Évolutions d'après guerre
En octobre 1947, l'électrification amène les caténaires au-dessus des voies de la gare. Dans les années 1950, les bâtiments consacrés au transport de marchandises sont déplacés au-delà du pont de Sète, pour permettre l'aménagement de la rue Jules-Ferry en gare routière avec parking.

### Le bouleversement des années 1970 et 1980
Le dernier train tracté par une locomotive à vapeur passe à Montpellier, le 28 août 1973.
Les années 1970 amènent un nouvel aménagement : une dalle est construite couvrant une partie des voies côté pont de Sète. Dès 1977, la gare routière y est déplacée et les bus suburbains du district de Montpellier, les cars du département et les lignes internationales y ont leur terminus et arrêts jusqu'en juillet 2000.

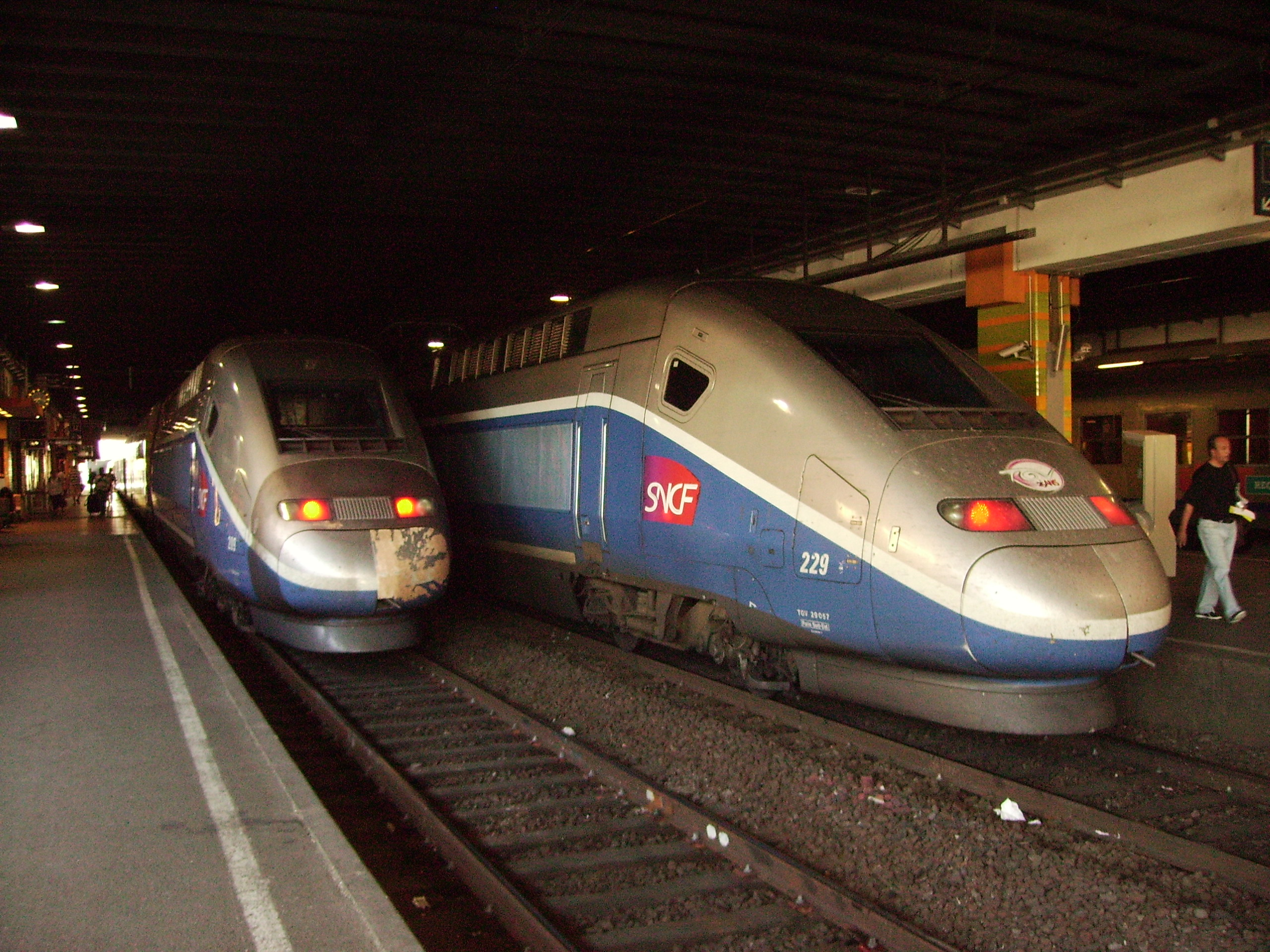
Deux TGV dans la gare de Montpellier. Au-dessus, la dalle construite au début des années 1980.

À l'approche de l'arrivée du TGV, les travaux prennent d'importantes proportions en 1980 : sauf la façade (dont la partie centrale est inscrite monument historique à partir du 28 décembre 1984), la gare est détruite et reconstruite dans sa forme actuelle. Le hall voyageurs du rez-de-chaussée passe de 200 à 430 m2. Une dalle de 900 m2 accueille un premier étage à partir duquel les voyageurs peuvent descendre vers les quais, nouveaux accès qui complètent les souterrains de 1924.
La nouvelle gare, mise en service le 27 septembre 1981, est inaugurée le 21 mai 1982 par le maire Georges Frêche et le ministre des Transports Charles Fiterman. La même année, le service TGV vers la gare de Lyon ouvre et relie Paris en 5h30 puis 3h20 dans les années 2000.
En juillet 2000, la mise en service de la première ligne de tramway desservant la gare entraîne une réorganisation des lignes de bus et de cars. La gare routière sur la dalle de la gare est déménagée sur un terrain de la Sernam sur le côté sud du pont de Sète. Son emprise est transformée en parc de stationnement de courte durée pour les personnes accompagnant les voyageurs. Pour les travaux de la ligne 2, entre 2004 et 2006, le parking à étages construit en 1977 est détruit.
Le 31 mars 2005, la gare de Montpellier est officiellement baptisée Montpellier-Saint-Roch, nom repris sur les billets de train.

### Réaménagement des années 2010

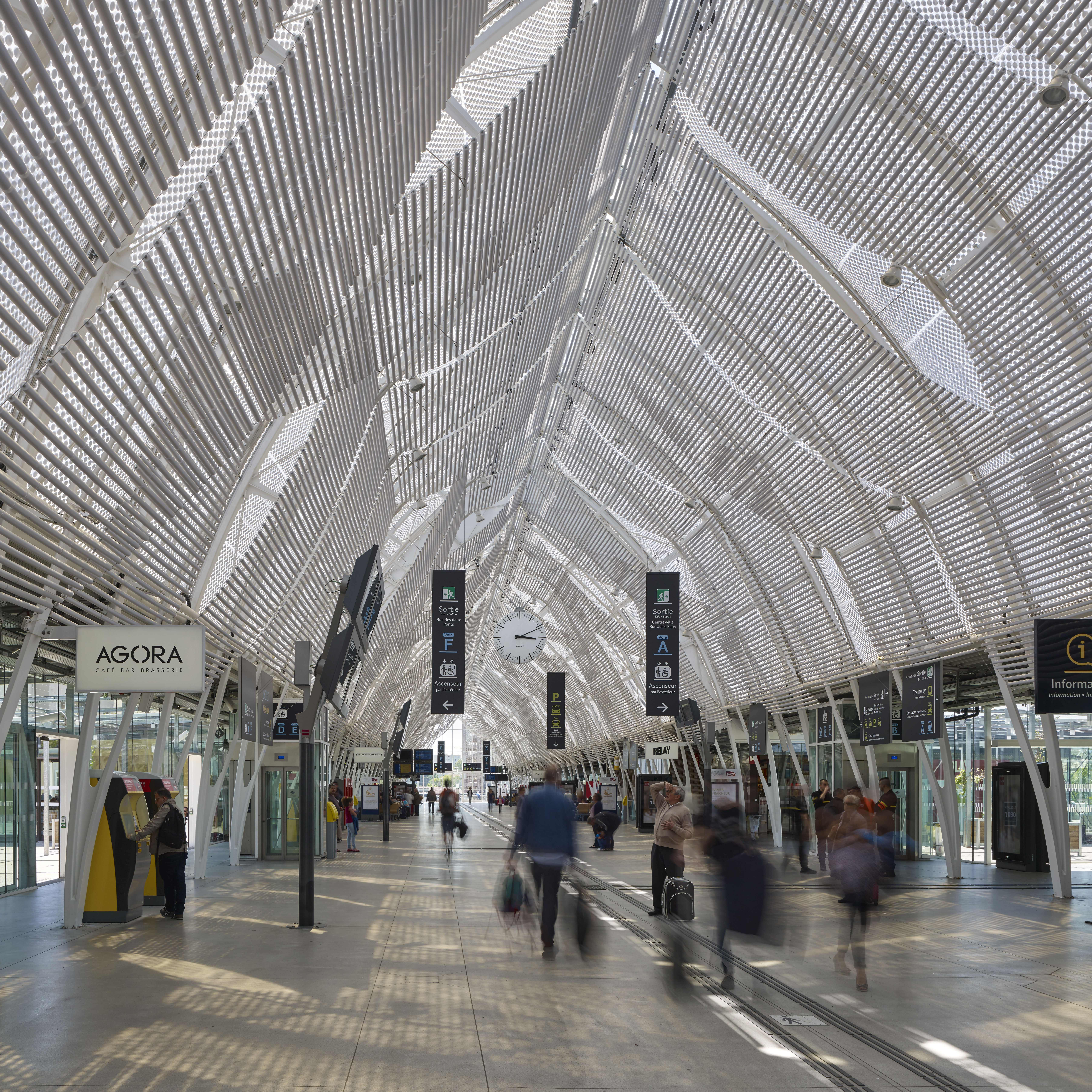
L'intérieur de la verrière, dite « nef ».

Les précédentes adaptations de la gare ont fait perdre de la lisibilité d'utilisation pour les 18 000 voyageurs quotidiens, le bâtiment n'étant d'ailleurs plus assez spacieux. Ainsi, une verrière à ossature métallique (dont la longueur sera de 200 mètres, pour s'étendre de la place Auguste-Gibert – place de l'Embarcadère à l'origine – au pont de Sète) a commencé à être construite ; elle a été en partie ouverte au public en juin 2013. L'ouverture complète de la gare rénovée a été inaugurée le 2 décembre 2014.
En 2018, le contournement ferroviaire de Nîmes et de Montpellier est ouvert mais il ne permet pas aux trains l'empruntant d'atteindre la gare, le raccordement de Saint-Brès n'ayant pas été construit. À la place, Saint-Roch est secondée par la gare de Montpellier-Sud-de-France, dont l'accès nécessite un trajet de 40 minutes en tramway puis en bus. Progressivement, la desserte TGV de la gare historique est modifiée à la faveur de la gare nouvelle.

## Fréquentation
De 2015 à 2023, selon les estimations de la SNCF, la fréquentation annuelle de la gare s'élève aux nombres indiqués dans le tableau ci-dessous.
| Année                     | 2015       | 2016       | 2017       | 2018       | 2019       | 2020      | 2021      | 2022       | 2023       |
| ------------------------- | ---------- | ---------- | ---------- | ---------- | ---------- | --------- | --------- | ---------- | ---------- |
| Voyageurs seuls           | 8 013 271  | 8 131 336  | 8 667 721  | 7 123 630  | 6 393 777  | 4 220 874 | 5 850 564 | 7 646 291  | 8 061 640  |
| Voyageurs + non voyageurs | 12 719 479 | 12 906 884 | 13 758 287 | 11 307 349 | 10 148 853 | 6 699 801 | 9 286 609 | 12 136 970 | 12 796 255 |

## La gare

### Situation dans le réseau ferroviaire national
Dans le réseau ferroviaire national, elle est l'une des gares principales de la région Occitanie située entre les gares de Nîmes et de Sète.

### Situation à l'intérieur de la ville
Sa façade du XIXe siècle est tournée vers le centre-ville au nord. La gare est ainsi au croisement de trois voies principales dans l'accès à ce centre :
- vers le nord, la rue Maguelone conduit à la place de la Comédie et aux rues commerçantes de l'Écusson (le vieux centre de Montpellier),
- vers l'ouest, la rue de la République conduit aux boulevards enserrant l'Écusson et aux principales voies d'accès à la ville,
- vers l'est, la rue Jules Ferry et le pont de Lattes conduisent vers le sud et les stations balnéaires du littoral. Une voie de bus devenue voie du tramway, la rue Henri Frenay, conduit directement au nouveau quartier d'Antigone.

Les arrêts des transports en commun devant la gare (square Planchon, rue de la République, rue Maguelone et rue Jules Ferry) et à la gare routière ont fait de la gare Saint-Roch le centre du réseau de transport public de la ville et de l'agglomération de Montpellier. Le déplacement des terminus en périphérie lors de l'ouverture de la première ligne de tramway en juillet 2000 a provoqué des mécontentements d'usagers de transports en commun à cause de l'éloignement de leur terminus par rapport à la gare.

### Organisation de la gare
La gare SNCF en elle-même comprend une façade classée et un corps de bâtiment sur trois niveaux (passages piétons sous les voies, niveau des voies et rez-de-chaussée, un premier étage avec les guichets de vente). Une dalle au-dessus des voies supporte le premier étage et un parking courte durée (ancien emplacement de la gare routière).
Côté nord, les voies se dirigent vers Nîmes sous l'avenue Henri Frenay (voies réservées aux bus devenues voies du tramway), puis en passent en tranchée entre l'Esplanade Charles-de-Gaulle et la Citadelle de Montpellier. Revenues en plein air, les voies se dirigent ensuite vers Lunel et le Gard.
Côté sud, les voies se dirigent vers Sète, avec sur leur gauche, la zone industrielle des Prés d'Arènes dont le développement initial est dû à la présence de la gare de marchandises. Ensuite, les voies traversent le canton de Frontignan jusqu'au port de Sète. C'est dans cette direction que la gare doit être agrandie dans le cadre du projet Nouveau Saint-Roch : un parking à étages mitoyen et la gare de marchandises ont été détruits, le pont de Sète est reconstruit. La ligne 2 du tramway de Montpellier et un quartier résidentiel doivent remplir les espaces libérés.
La gare routière se trouvait des années 1970 à juillet 2000 sur la dalle recouvrant les voies de la gare SNCF. Son entrée donnait au milieu du pont de Sète. Elle accueillait toutes les lignes d'autocars suburbaines et départementales ayant Montpellier pour terminus, ainsi que les arrêts de lignes de cars internationaux. Avec le report de terminus d'autocars sur des arrêts de tramway à partir de juillet 2000, la gare routière a été réduite en surface et déplacée au pied du pont de Sète sur un terrain où se trouvait le Sernam. La dalle a été remplacée par un parking de dépose au service des voyageurs de la gare.

## Service des voyageurs

### Accueil
L'accueil et la « Boutique SNCF » se situent au 1er étage de la gare.

### Desserte
La gare ferroviaire est l'arrêt ou parfois le terminus de toutes les relations régulières de la SNCF qui la traversent ; celles-ci sont les suivantes :
- liaisons TGV inOui :
  - Paris-Gare-de-Lyon - Nîmes - Montpellier - Béziers - Perpignan - Barcelone,
  - Lyon - Nîmes - Montpellier - Toulouse,
  - Rennes - Lyon - Nîmes - Montpellier,
  - (Luxembourg -) Metz - Strasbourg - Lyon - Nîmes - Montpellier,
  - (Bruxelles -) Lille - Aéroport Charles-de-Gaulle 2 TGV - Lyon - Nîmes - Montpellier (- Perpignan) ;

- liaisons AVE :
  - Marseille - Montpellier - Perpignan - Barcelone - Saragosse - Madrid,
  - Lyon - Montpellier - Perpignan - Barcelone ;

- liaison Intercités de nuit : Paris-Austerlitz - Nîmes - Montpellier - Béziers - Perpignan - Cerbère ;

- liaison Intercités : (Bordeaux -) Toulouse - Montpellier - Nîmes (- Marseille) ;

- liaisons de Transport express régional (TER) vers les principales villes de la région (Nîmes, Narbonne, Perpignan, etc.) et les régions voisines, ainsi que l'Espagne (Portbou).

### Intermodalité

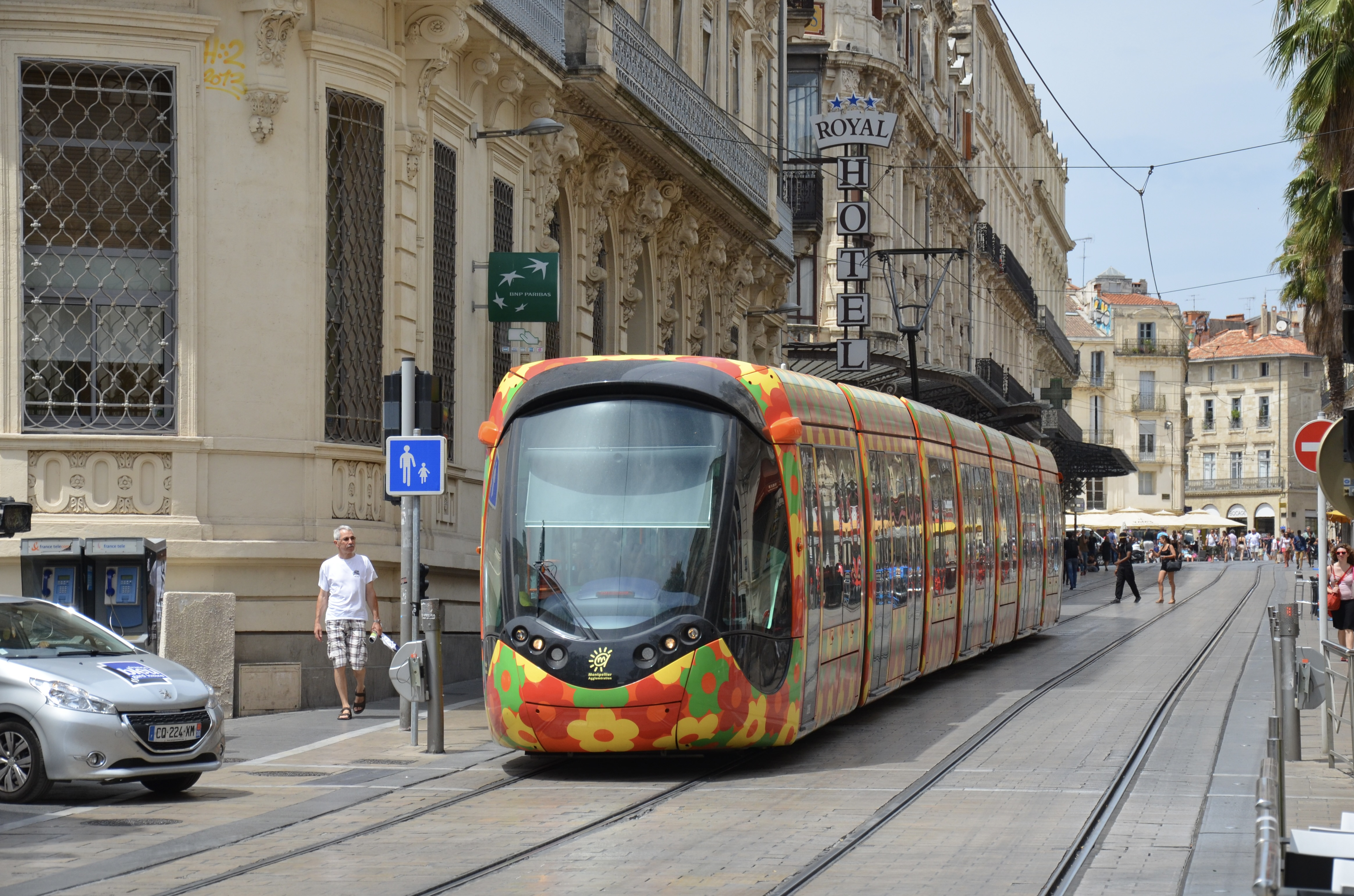
Un tramway du réseau TAM, en approche de la station Gare Saint-Roch.

La gare est desservie par les quatre lignes du tramway de Montpellier.
Jusqu'en juillet 2000 et la mise en service du tramway, toutes les lignes de bus du district de Montpellier et de cars du département avaient un arrêt ou un terminus à la gare de Montpellier (ou à sa gare routière). Depuis, ces lignes ont été réorganisées pour alléger la circulation routière dans le secteur de la gare :
- près de la gare, des lignes urbaines qui passent par l'ouest et le sud du centre-ville ;
- la gare routière, réduite et déplacée sur une ancienne emprise du Sernam, accueille les lignes suburbaines et interurbaines (du sud-ouest et de l'ouest de Montpellier) qui n'ont pu être reliées à une station de tramway, ainsi que la ligne d'autocars régionaux Montpellier – Millau – Saint-Affrique ;
- la plupart des lignes de car internationales sont déportées aux arrêts de tramway Les Sabines et Place de France.

Le 1er juillet 2015, dans le cadre de l'aménagement du quartier « Nouveau Saint-Roch », l'accès à la gare routière et au parking situés sur l'ancien site Sernam sont définitivement fermés. Le programme immobilier Eden Roch a été construit sur ce site.
Depuis, les trois lignes d'autobus de Montpellier et la ligne régionale LiO Montpellier – Millau – Saint-Affrique s'arrêtent sur le pont de Sète, enjambant les voies ferrées au sud de la gare.

## Service des marchandises
Cette gare est fermée au service du fret depuis le 1er juin 2006.